# Granica abchasko-rosyjska
Granica abchasko-rosyjska – granica międzypaństwowa dzieląca terytoria Federacji Rosyjskiej i Abchazji o długości 255 kilometrów.
Początek granicy znajduje się na wybrzeżu Morza Czarnego, u ujścia rzeki Psou.
Następnie przybiera kierunek północno-wschodni, opiera się o koryto rzeki Psou i dochodzi do głównego grzbietu Wielkiego Kaukazu, biegnie m.in. przez górę Agepsta (3256 m n.p.m.), przełęcz Marchulską (2746 m n.p.m.), górę Dombaj-Ulgen (4046 m n.p.m.), przełęcz Kłuchorską (2781 m n.p.m.) i dochodzi do trójstyku granic Abchazji, Rosji i Gruzji na zachód od góry Dalar (3988 m n.p.m.).
Granica powstała w 1992 r. po proklamowaniu niepodległości przez Abchazję.
W latach 1931–1991 była to granica Abchaskiej ASRR (w składzie Gruzińskiej SRR) i Rosyjskiej FSRR.